# Johann Jakob Walter (kunstschilder)

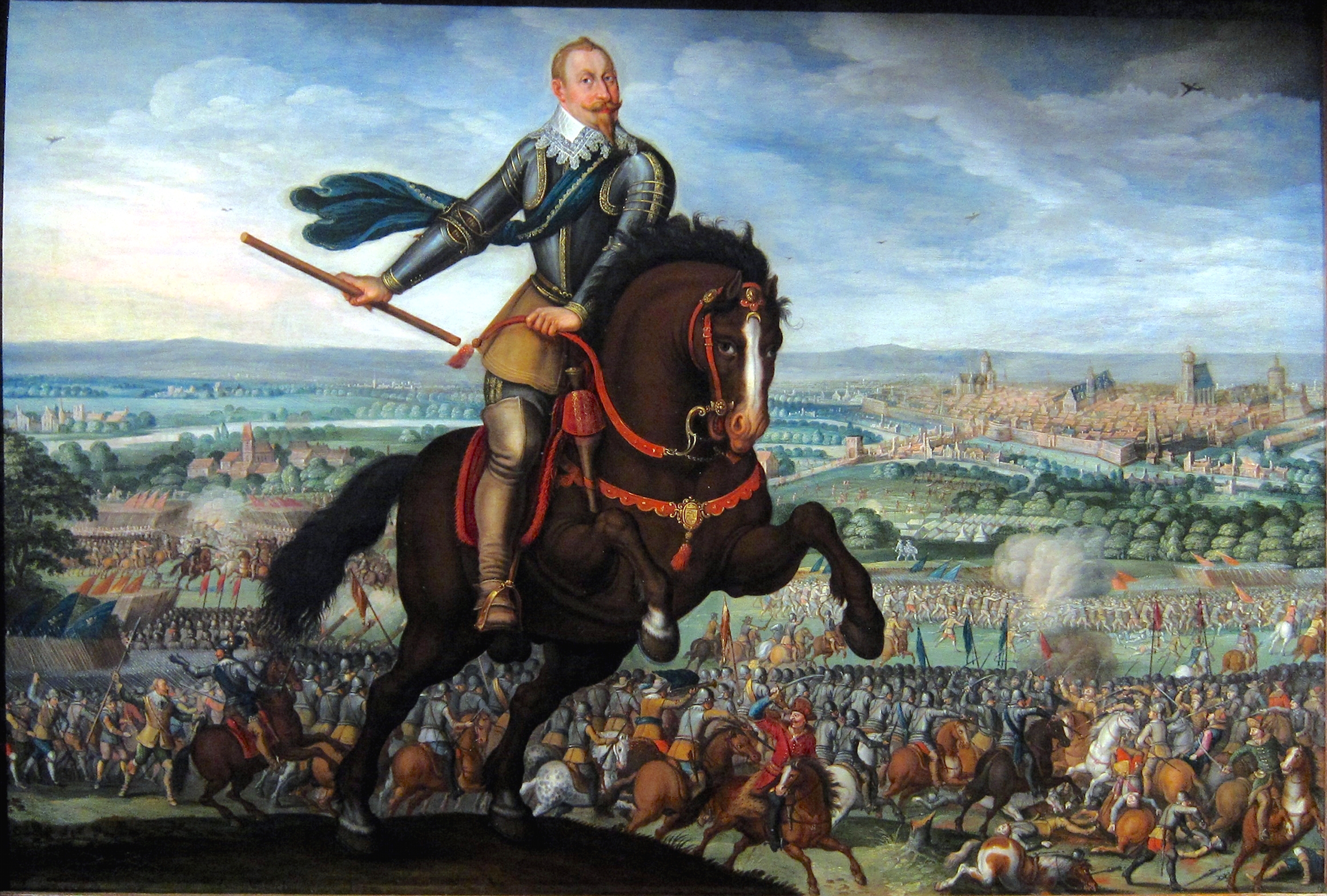
Gustaaf II Adolf van Zweden in de slag bij Breitenfeld in 1631.

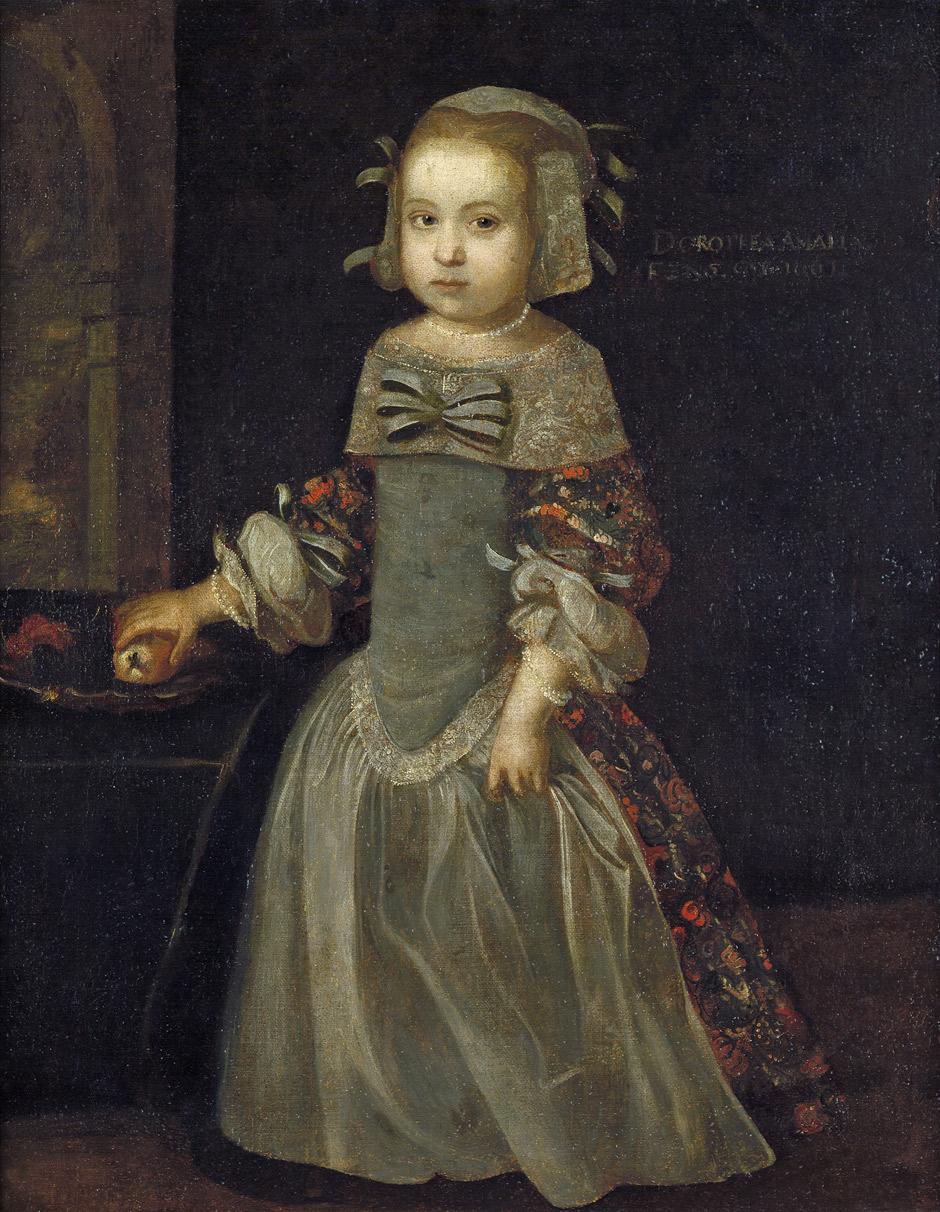
Dorothea Amalia van Nassau-Idstein als kind, olieverf op linnen, toegeschreven aan Johann Jakob Walther.

Johann Jakob Walter (Johann (Jakob) Walt(h)er, Jean-Jacques Walther) (1604-1676/77) was een Duits tekenaar/schilder van vooral bloemen en vogels. Over het leven in Straatsburg ten tijde van de Dertigjarige Oorlog schreef hij een kroniek.

## Biografie
Johann Jakob Walter werd geboren in Straatsburg op 23 januari 1604, als zoon van Gérard Walter. Van de schilder François Walter (1755-1830) was hij een oudoom. Hij werd waarschijnlijk gevormd in het atelier van de miniaturist Friedrich Brentel. Omstreeks 1618 verliet hij de stad en keerde weer terug in 1635. In 1659 werd hij gekozen tot "Grand Conseil" van de stad. Zijn ontmoeting in Straatsburg met graaf Johan van Nassau-Idstein zou beslissend worden voor zijn carrière, want de graaf werd een van zijn belangrijkste opdrachtgevers, met name van zijn Bloemlezing van Nassau-Idstein. Er bestaan heden ten dage nog twee bloemlezingen, één in het Victoria en Albert Museum in Londen, de andere in de Nationale Bibliotheek van Frankrijk.